# Wspólność
Wspólność – polska grupa literacka działająca w Gdańsku w latach 1976–1979.
Grupa, skupiająca głównie studentów, działała przy Kole Młodych ZLP w Gdańsku. Wywodziła się z wcześniejszej grupy Poetariat. Z grupą związani byli m.in. Anna Czekanowicz, Grzegorz Musiał, Zbigniew Joachimiak, Władysław Zawistowski, Waldemar Ziemnicki, Selim Chazbijewicz, Andrzej Grzyb, Waldemar Chyliński, Bronisław Tusk.
Pod względem artystycznym grupa wpisywała się w nurt Nowej Prywatności. Członkowie grupy cenili indywidualizm i rolę jednostki w twórczości, przeciwstawiali się racjonalizmowi Nowej Fali. Inicjatywą członków grupy było pismo-almanach „Litteraria” (wychodzące także pod innymi wersjami tytułu).